# Остин, Стивен Фуллер
Стивен Фуллер Остин (англ. Stephen F. Austin; 3 ноября 1793, Виргиния, США — 27 декабря 1836, Колумбия, республика Техас) — американский государственный деятель, одна из ключевых фигур в истории Техаса.

## Биография

### Детство и юность
Стивен Остин родился в 1793 году в штате Виргиния, на территории современного Остинвилля в округе Уайз. Он был вторым ребёнком известного американского промышленника Мозеса Остина и Мэри Браун. Когда Стивену было четыре года, его семья переехала на территорию нынешнего штата Миссури. Затем он был отправлен на обучение: сначала в Академию Бэкон в Коннектикут, а потом в Трансильванский университет в Лексингтоне, штат Кентукки.

### Жизнь в Миссури и Арканзасе
В возрасте двадцати одного года выучившийся на юриста Остин работал в Законодательном собрании территории Миссури. В 1819 году он, разорившись, переехал на территорию Арканзас, где купил землю в районе будущего города Литл-Рока. В течение непродолжительного времени в 1820 году он был окружным судьёй. В ноябре того же года, после потери права занимать место судьи, Остин переехал в Новый Орлеан.

### Переселение в Техас
В это время его отец Мозес Остин получил от испанского правительства разрешение на освоение вместе с тремястами англосаксонскими поселенцами участка в 200 000 акров в Испанском Техасе. Однако 10 июня 1821 года, ещё до начала переселения, Мозес Остин скончался, оставив грант на поселение своему сыну. 12 августа в Сан-Антонио Стивен Остин подтвердил разрешение на поселение у губернатора Антонио Марии Мартинеса; тот дал ему право исследовать побережье Мексиканского залива между Сан-Антонио и рекой Бразос и выбрать там подходящее место для основания колонии.
В это время, однако, Техас из испанской колонии превратился в провинцию только что образованной независимой Мексики, власти которой признали грант Остина недействительным. Остин отправился в Мехико, где провёл переговоры, завершившиеся успешно для него: переселение американцев на территорию Техаса было разрешено. К концу 1825 года в Техас переселились первые триста американских семей. Остин осуществлял руководство колонией. Под его началом были сформированы небольшие вооружённые отряды для защиты поселения, которые позже эволюционировали в рейнджеров. К 1832 году число колонистов насчитывало уже около 11 000 человек.
Двумя годами ранее мексиканские власти запретили дальнейшую иммиграцию американцев в Мексику. К этому времени власти США делали попытки купить земли, на которых находилась колония Остина, а среди самих поселенцев нарастали сепаратистские настроения. Жители Техаса выдвинули ряд требований к мексиканскому правительству: разрешение иммиграции, отмена введённых незадолго до этого пошлин и предоставление Техасу статуса отдельного штата. В 1833 Остин отправился в Мехико, где ему удалось добиться отмены запрета на иммиграцию, однако статус штата Техас не получил.

### Техасская революция
Тем временем политика президента Мексики Антонио Лопеса де Санта-Анны, которого в своё время поддержал Остин, вызывала всё большее недовольство у американских колонистов. К 1835 году противоречия стали непреодолимыми, и в октябре с битвы при Гонсалес началась Техасская революция. Остин принял непосредственное участие в её событиях и даже командовал техасскими силами во время осады Бехара, после чего отбыл в Соединённые Штаты Америки для того, чтоб заручиться их поддержкой. Когда Остин находился в США, техасским войскам удалось одержать победу в войне; в мае 1836 года независимость Техаса была признана Мексикой.
4 августа того же года Остин выдвинул свою кандидатуру на пост президента Техаса, но на выборах в сентябре проиграл генералу Сэму Хьюстону, внёсшему решающий вклад в победу Техаса в войне за независимость. В правительстве Остин получил должность государственного секретаря, но успел пробыть на этом посту лишь два месяца. 27 декабря 1836 года Остин скончался в Колумбии, столице республики Техас, от пневмонии. В 1910 году был перезахоронен на кладбище штата Техас в названном в его честь городе Остине, штат Техас.

## Память об Остине

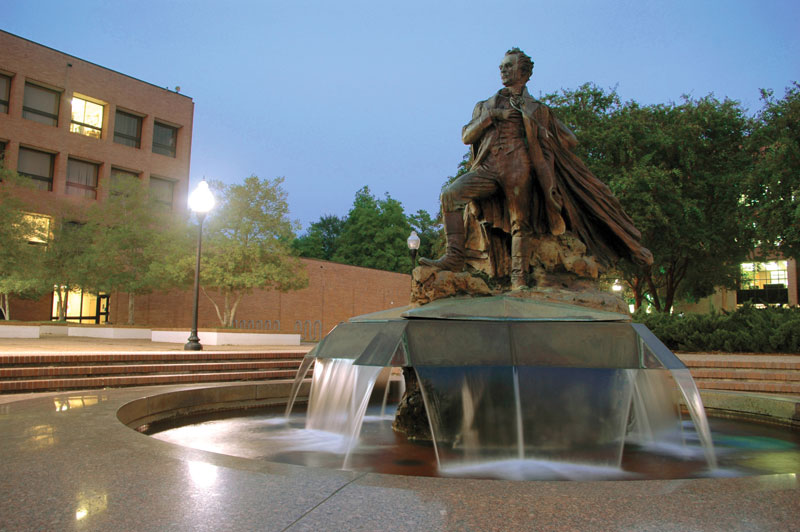
Памятник Остину на территории Университета имени Стивена Ф. Остина в Накодочесе

В честь Стивена Остина получили своё название город Остин, столица штата Техас; округ Остин; Университет имени Стивена Ф. Остина в Накодочесе; Колледж Остина в Шермане.
Памятники Остину есть в нескольких городах Техаса, а также в Капитолии.